# Joaquín Navarro-Valls
Pour les articles homonymes, voir Navarro (homonymie) et Valls (homonymie).
 (juillet 2017).
Si vous disposez d'ouvrages ou d'articles de référence ou si vous connaissez des sites web de qualité traitant du thème abordé ici, merci de compléter l'article en donnant les références utiles à sa vérifiabilité et en les liant à la section « Notes et références ».
Joaquín Navarro-Valls (né le 16 novembre 1936 à Carthagène et mort le 5 juillet 2017) a été pendant vingt-deux ans le directeur du Bureau de presse du Saint-Siège.
Porte-parole personnel de Jean-Paul II, il était celui qui avait la plus grande visibilité auprès des grands médias de la planète, à l'exception du pape lui-même. Son successeur, Federico Lombardi, fut nommé par Benoît XVI le 11 juillet 2006.

## Biographie
Navarro-Valls est élève de la « Deutsche Schule » de Carthagène, puis il étudie la médecine à l'université de Grenade puis à celle de Barcelone, ainsi que le journalisme à la Faculté des sciences de la communication de l'université de Navarre à Pampelune. Il fait également des études post-grade à Harvard. Il obtient son diplôme summa cum laude de médecine et chirurgie en 1961 puis une thèse de doctorat en psychiatrie intitulée Trastornos psiquiátricos en los traumas craneales. En 1968, il obtient un diplôme en journalisme puis en science de la communication, en 1980. En 2009, il devient président de la Telecom Italia Foundation, à Rome, en Italie

### Vie privée
Navarro-Valls est un laïc de l'Opus Dei. Son engagement dans l'organisation date des années 1970, époque où il vivait au « siège central » avec Josemaría Escrivá de Balaguer, le fondateur.
Il s'exprimait couramment en espagnol, anglais, français et italien.

## Distinction
Navarro-Valls est commandeur de l'ordre du Mérite de la République de Pologne.

## Ouvrages
- (es) La Manipulación publicitaria, Barcelone, DOPESA 1971. (OCLC 5397927)
- (es) La Familia y el mundo actual, Barcelone, Institución Familiar de Educación 1976.  (ISBN 8440096895)
- (es) Fumata blanca, Madrid : Ediciones Rialp, 1978. (OCLC 5311807)